# Línea de la Calle 63 BMT
La línea de la Calle 63 BMT (inglés:BMT 63rd Street Line) es una línea de metro de la división BMT del sistema metro de la ciudad de Nueva York. Opera desde una conexión con la línea Broadway en la Calle 57 y la Séptima Avenida norte y este hacia donde termina la Avenida Lexington–Calle 63, una cruce de aguja justo al oeste de la Avenida Lexington provee una conexión hacia la línea de la Calle 63 IND. Hay planes de expandirla al este y norte para unirla con la planeada línea T; juntas, estos servicios comprenderán la línea de la Segunda Avenida.

## Alcance y servicios
La línea de la Calle 63 BMT es normalmente usada sólo para operaciones sin costo, la línea cambia hacia la línea de la Calle 63 IND al oeste de la Avenida Lexington. Los planes futuros para la línea de la Calle 63 BMT ha resultado en extender el servicio Q de su actual terminal en la 7.ª Avenida y la 57.ª Calle hacia una conexión con la propuesta línea de la Segunda Avenida, que se espera que sea finalizada y opere para el 2012. Una vez que la línea de la Segunda Avenida este en operación, el servicio Q usará la línea de la Calle 63 BMT como una conexión para servicios directos desde el Upper East Side hasta el Bajo Manhattan, vía el actual servicio de la Línea expresa de Broadway.
La línea de la calle 63 BMT es ocasionalmente usada para servicios de impuestos como una circunvalación durante los apagones y las actividades de mantenimiento, y tiene un servicio expreso o shuttle hacia Long Island City, vía el túnel de la Calle 63 mientras se construye el metro. Las vías están codificadas como la ruta BMT de serie "G", al igual que el túnel de la Calle 60 y la línea Astoria como vías G3 y G4 para distinguirlas de las preexistentes vías G1 y G2.
La línea comparte sólo un punto de contacto con su gemela IND; al oeste de la Avenida Lexington, se encuentra un cruce doble que permite a los trenes con sentido norte y sur de ambas líneas cruzar sobre la otra alinea. En la Avenida Lexington, una estación cubierta permitirá que los trenes de las dos líneas se transfieran en los cruces de las plataformas, similar al arreglo en Queensboro Plaza. Los trenes hacia Queens (y después a Upper Manhattan) usan los niveles superiores y los trenes hacia Midtown y el bajo Manhattan los niveles inferiores. Actualmente las vías BMT restan letras de una pared en las plataformas de cada nivel; estas serán removidas cuando las vías sean activadas.

## Historia
la línea de la Calle 63 BMT 63 abrió el 29 de octubre de 1989. Fue construida con propósitos de usarse en el futuro, incluye una conexión hacia la propuesta línea de la Segunda Avenida para dar servicio desde el Alto este Bajo Manhattan.

## Station listing
| Estación | Servicios           | Apertura              | Transferencias & Notas |
| --- | ------------------- | --------------------- | --- |
| la línea empieza en una red aislada (futura conexión desde la línea de la Segunda Avenida)                                                |                     |                       | |
| Avenida Lexington-Calle 63 | Servicio no regular | 29 de octubre de 1989 | La parte de la estación dedicada a la línea de la Calle 63 BMT está incompleta, y amurallada del resto de la estación. Sólo los trenes que usan la línea de la Calle 63 IND pueden recibir pasajeros. Cuando los trenes están en operación en la línea BMT (como por ejemplo durante las desviaciones), los trenes cambian a la línea IND localizada al oeste de la estación. |
| La línea converge con la línea Broadway (N siempre, Q siempre, R ambas, pero en viajes nocturnos, W horas pico matutinas hasta las 21:00) |                     |                       | |